# Massacre de Lachenaie
Première guerre intercoloniale
Guerres franco-iroquoises
Batailles
Baie d'Hudson
- Baie d’Hudson (1686)
- Fort Albany (1688)
- Fort Albany (1693)
- York Factory (1694)
- Baie d'Hudson (1697)

Québec et New York
- Lachine
- Schenectady
- Québec
- La Prairie
- Vallée Mohawk

Nouvelle-Angleterre, Acadie et Terre-Neuve
- Dover
- Pemaquid (1er)
- Salmon Falls
- Port Royal
- Fort Loyal
- Chedabucto
- York
- Wells
- Oyster River
- Baie de Fundy
- Pemaquid (2e)
- Chignectou
- Fort Nashwaak
- Terre-Neuve
- Haverhill

Le massacre de Lachenaie est l'événement durant lequel des colons de la Nouvelle-France furent  massacrés  par des Iroquois, le 13 novembre 1689 à Lachenaie, sur la rive nord de Montréal. Le nombre de victimes est incertain. Le gouverneur Louis de Buade de Frontenac rapporte pour sa part un massacre complet à l'exception de 2 habitants, mais il est possible qu'il ait exagéré, afin de marquer les esprits dans la métropole. Plusieurs chercheurs parlent plutôt du tiers des habitants de cette petite bourgade comptant 90 personnes à l'époque qui furent massacrés, donnant un nombre de 30 victimes.

## Contexte
Ce massacre fait suite à celui de Lachine, qui eut lieu quelques mois auparavant, dans le contexte de la première guerre intercoloniale et des guerres franco-iroquoises, qui opposaient les royaumes de France et d'Angleterre, ainsi que leurs alliés autochtones respectifs.

## Témoignage
Selon un soldat en poste à Lanoraie :

« Il y avait une femme veuve (Marguerite Forget, veuve de Jean Muloin), de qui le mari avait été tué l’année précédente, à qui un vieux garçon de son voisinage fut rendre visite (François Le Masson). Comme il voulait se rendre chez lui, la femme le pria de rester avec elle, lui disant que la peur l’avait saisie. Le garçon fort complaisant, qui ne marchait point sans son fusil et un petit chien, lorsque la nuit fut avancée, le petit chien fit grand bruit. Le garçon sortit dehors qui vit toutes les habitations en feu, fit lever la femme qui avait aussi un fusil et se mit en sentinelle au coin de la maison. Il n’y fut point longtemps sans voir des ennemis qui faisaient l’approche de la maison, lorsqu’ils furent à la portée, tira dessus et donna son fusil à la femme pour le charger et tira son deuxième avec le fusil de la femme. Les ennemis tirèrent sur lui et ne le touchèrent point. Le jour étant venu, les ennemis se retirèrent, l’habitant et la femme s’embarquèrent dans un canot et se rendirent au fort. »